# كونراد سوزه
كونراد تسوزه (بالألمانية: Konrad Zuse)‏ (22 يونيو 1910 إلى 18 ديسمبر 1995)هو مهندس ألماني ورائد في الكمبيوتر.أكبر إنجازاته كان اختراع أول كمبيوتر في العالم المسمى زد3 في سنة 1941.
حاز تسوزه على عدة جوائز لأعماله في مجال الكمبيوتر، وتفرغ بعد تقاعده للرسم التي كانت هوايته المحببة. توفي تسوزه في 18 ديسمبر 1995 في هونفيلد، بالقرب من فولدا.

## وصلات خارجية
- كونراد سوزه على موقع IMDb (الإنجليزية)
- كونراد سوزه على موقع الموسوعة البريطانية (الإنجليزية)
- كونراد سوزه على موقع مونزينجر (الألمانية)
- كونراد سوزه على موقع إن إن دي بي (الإنجليزية)
- كونراد سوزه على موقع ديسكوغز (الإنجليزية)
- كونراد سوزه على موقع قاعدة بيانات الفيلم (الإنجليزية)
- كونراد سوزه على موقع كينوبويسك (الروسية)
- الجامعة التقنية في برلين
- كونراد تسوزه